# Verband der elektrotechnik elektronik Informationstechnik e.V.
La VDE (Verband der Elektrotechnik, Elektronik und Informationstechnik e.V., en español Federación Alemana de Industrias Electrotécnicas, Electrónicas y de Tecnologías de la Información) es una asociación alemana de técnica y ciencia. Se la conoce por definir y mantener los estándares en el campo de la seguridad de los sistemas eléctricos, y por su influencia en el DIN (Instituto Alemán de Estandarización).

## Historia

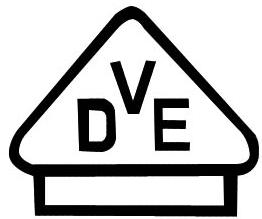
El símbolo grabado en los productos que muestra la conformidad VDE

La VDE fue creada en 1893 en Berlín, bajo el nombre « Federación de electrotécnicos alemanes » Verband Deutscher Elektrotechniker.
Tres años más tarde, en 1896, publicó su primera recomendación.
En 1998, se renombró la organización a su denominación actual conservando las siglas distintivas VDE.

## Descripción
Con 33 000 miembros, es una de la organizaciones científicas y técnicas más grandes de Europa.
El objetivo de la VDE es:
- ser una asociación de representación profesional de los ingenieros y técnicos de los dominios mencionados, electrotécnica, electrónica y tecnologías de la información.
- una fuente de normalización.

Las recomendaciones más importantes de la VDE para la seguridad electrotécnica son:
- Los peligros de la electricidad
- Las cinco reglas de seguridad (VDE 0105)
- Los niveles de tensión eléctrica peligrosos
- Dispositivos para evitar accidentes

Este organismo edita sus normas con el formato VDE XXX